# Ocnele Mari
Ocnele Mari é uma cidade da Roménia com 3.591 habitantes, localizada no judeţ (distrito) de Vâlcea.